# Anacyclus homogamos
Anacyclus homogamos là một loài thực vật có hoa trong họ Cúc. Loài này được (Maire) Humphries mô tả khoa học đầu tiên năm 1979.